# Ministre-secrétaire d'État pour la Finlande

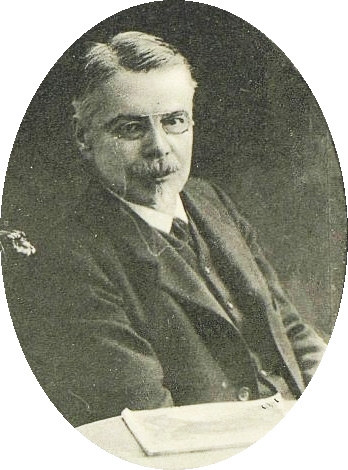
Fjodor Izmailovitš Roditšev

Le ministre-secrétaire d'État pour la Finlande (finnois : ministerivaltiosihteeri; suédois : ministerstatssekreterare) représentait les intérêts de la Finlande auprès de la Cour impériale à Saint-Pétersbourg.

## Listes des ministres-secrétaire d'État
L’appellation ministre-secrétaire d'État est utilisée depuis 1834, auparavant on parlait de secrétaire d'État.
Un temps du gouvernement provisoire de Russie la responsabilité du ministre-secrétaire d'État est assurée par le commissaire des affaires de Finlande Fjodor Izmailovitš Roditšev.

### Secrétaire d'État
- 1809-1811 Mikhaïl Mikhaïlovitch Speranski
- 1811-1834 Robert Henrik Rehbinder

### Ministre-secrétaire d'État
- 1834-1841 Robert Henrik Rehbinder
- 1842-1876 Alexander Armfelt
- 1876-1881 Carl Emil Knut Stjernvall-Walleen
- 1881-1888 Theodor Bruun
- 1888-1891 Johann Casimir Ehrnrooth
- 1891-1898 Woldemar von Daehn
- 1898-1899 Victor Napoléon Procopé
- 1900-1904 Vjatšeslav von Plehwe
- 1904-1905 Edvard Oerstroem
- 1905 Constantin Linder
- 1906-1913 August Langhoff
- 1913-1917 Vladimir Markov

### Commissaire des affaires de Finlande
- 1917 Fjodor Izmailovitš Roditšev[1]

### Ministre-Secrétaire d'État
- 1917–1918 Carl Enckell